# کارکت
کارکت (به لاتین: Karkat) یک منطقهٔ مسکونی در افغانستان است که در ولسوالی واخان واقع شده‌است.